# Simianus oshimanus
Simianus oshimanus là một loài bọ cánh cứng trong họ Callirhipidae. Loài này được Nakane miêu tả khoa học đầu tiên năm 1973.